# Ішемічна кардіоміопатія
Ішемічна кардіоміопатія (англ. Ischemic cardiomyopathy) — ішемічна хвороба серця з дифузним ураженням коронарних артерій, вираженою дилатацією лівого шлуночка, тотальним зниженням скоротливості міокарду, які супроводжуються клінічними ознаками серцевої недостатності. Цей діагноз встановлюється лише за умови виявлення даних ознак при коронарографії та вентрикулографії.